# José Fonseca e Costa
José da Fonseca Costa (* 27. Juni 1933 in Vila Robert Williams, Angola; † 1. November 2015 in Lissabon) war ein portugiesischer Filmregisseur. Er war auch als Filmschauspieler in portugiesischen und französischen Film- und Fernsehproduktionen tätig, häufig jedoch nur in Nebenrollen, die Regie war sein Hauptbetätigungsfeld.

## Werdegang
Er wuchs in der damaligen portugiesischen Überseeprovinz Angola auf und kam mit 11 Jahren nach Lissabon. Schon als Jugendlicher interessierte er sich für das Kino und war früh in Filmklubs aktiv, besonders im Cineclube Imagem, bei dem er Mitglied wurde. Sein Studium der Rechtswissenschaften brach er ab, um sich auch beruflich ganz dem Kino zu widmen. Seit Ende der 1950er Jahre wurde er außerdem politisch aktiv, nachdem er die sich im Untergrund formierenden Unabhängigkeitsbewegungen der portugiesischen Kolonien kennenlernte. 1957 wurde er kurzzeitig von der Geheimpolizei PIDE inhaftiert. 1958 engagierte er sich im Wahlkampf für die Kandidatur des oppositionellen Humberto Delgado. Er bewarb sich etwa zeitgleich beim staatlichen Fernsehsender Rádio e Televisão de Portugal (RTP) auf eine Stelle als Regieassistent. Er bestand den Einstellungstest, wurde aber nach Intervention der PIDE nicht eingestellt.
In der Folge hielt er sich häufiger in Paris auf, wo er sich mit jungen Filmkritikern anfreundete, darunter Claude Chabrol, Jacques Doniol-Valcroze und andere Redakteure der Cahiers du cinéma. Er arbeitete für den portugiesischen Verlag Arcádia, für den er u. a. Cesare Pavese und Eisenstein übersetzte. 1961 ging er nach Italien, um Michelangelo Antonioni bei den Dreharbeiten zu Liebe 1962 (im Orig. „L’Eclisse“) zu assistieren. Er kehrte danach nach Portugal zurück, wo er als Werbefilmer arbeitete und seine ersten Kurzfilme drehte.
1969 war er Mitbegründer des Filmkollektivs Centro Português de Cinema, für das er mit O Recado (dt.: „Die Botschaft“) seinen ersten Spielfilm drehen konnte. Nach der Nelkenrevolution 1974 drehte er für die RTP eine Dokumentation über den Besuch Georges Moustakis in Portugal zu den Feiern anlässlich des Umsturzes, jedoch weiterhin ohne bei der RTP angestellt zu sein. 1975 drehte er seinen zweiten Spielfilm, Os Demónios de Alcácer Quibir (dt.: „Die Dämonen von Ksar-el-Kebir“), ein politisches Werk im Stile des portugiesischen Novo Cinemas.
Mit der einsetzenden Ernüchterung nach der Nelkenrevolution verstärkte sich unter den Filmschaffenden Portugals die Diskussion um „Kino als Unterhaltung“ oder „Kino als Kunst mit gesellschaftlichem Auftrag“. Die von der Zensur befreiten Filmemacher konnten wider Erwarten mit ihren engagierten Werken nach der Revolution kein breites Publikum begeistern. Die einen definierten Kino fortan als Ausdrucksmittel der Avantgarde. Für die anderen hatte der Film gleichberechtigt sowohl der Unterhaltung als auch dem Denkanstoß zu dienen und durfte sich in keinem Falle vom Publikum des eigenen Landes trennen. Fonseca e Costa schlug diesen Weg ein und landete 1981 mit seinem Action- und Humor-geladenen Film Kilas, o Mau da Fita einen großen Publikumserfolg.
Sein Film „Ohne Schatten von Sünde“ (Sem Sombra de Pecado) von 1983, nach der Erzählung E aos costumes disse nada von David Mourão-Ferreira, erregte besonders durch die Arbeit des Kameramanns Eduardo Serra Aufsehen, der in der Folge seine internationale Karriere verstärkte. Fonseca e Costa drehte mit Serra 1988 einen weiteren Film, A Mulher do Próximo (dt.: „Die Frau des Nächsten“), der beim Filmfestival von Huelva ausgezeichnet wurde.
1996 verfilmte Fonseca e Costa mit Cinco Dias, Cinco Noites (dt.: „Fünf Tage, fünf Nächte“) den gleichnamigen Roman von Manuel Tiago, einem erst 1995 aufgelösten literarischen Pseudonym von Álvaro Cunhal, dem Widerstandskämpfer und langjährigen Vorsitzenden der Portugiesischen Kommunistischen Partei (PCP). Die französisch-portugiesische Co-Produktion lief auf verschiedenen Festivals (u. a. Toronto IFF) und erhielt verschiedene Auszeichnungen, u. a. für die Musik von António Pinho Vargas. Mit seiner brasilianisch-portugiesischen Produktion Viuva Rica Solteira Não Fica (dt. etwa: „reich verwitwet bleibt nicht lang allein“) erlangte er nochmal die Gunst des Publikums. Der Film ist im März 2012 noch unter den 40 meistgesehenen portugiesischen Filmen seit 2003. Zuletzt verfilmte er mit Os Mistérios de Lisboa or What the Tourist Should See den gleichnamigen, erst 1988 entdeckten und in Englisch verfassten Lissabon-Reiseführer von Fernando Pessoa aus dem Jahr 1925. Mit Sprechern in 7 verschiedenen Tonspuren (u. a. Peter Coyote und Imanol Arias, deutsch von Guilherme Dutschke) und einem exklusiven Fado von Duarte, zeigt er in aufwändigen Luft- und Nahaufnahmen die damals beschriebenen Orte im heutigen Lissabon. Der Film entstand unter der Schirmherrschaft des Staatspräsidenten Aníbal Cavaco Silva.
2007 inszenierte Fonseca e Costa erstmals am Theater, das Stück Pequenos Crimes Conjugais (dt.: „Kleine Verbrechen in der Ehe“) am Teatro Nacional D. Maria II. Im Frühjahr 2012 inszenierte er wieder am Theater, diesmal O Libertino von Éric-Emmanuel Schmitt (orig.: „Le Libertin“, dt.: „Der Freigeist“) am Teatro da Trindade in Lissabon, mit Beleuchtungen von Eduardo Serra.
2015 drehte er die Gesellschaftssatire Axilas (dt.: „Achselhöhlen“), eine Adaption der gleichnamigen Erzählung des brasilianischen Schriftstellers Rubem Fonseca. Die Veröffentlichung 2016 erlebte er nicht mehr, er starb am 1. November 2015 im Hospital de Santa Maria an einer Lungenentzündung in Folge seiner schweren Leukämieerkrankung.

## Rezeption
Zusammen mit Namen wie António-Pedro Vasconcelos, António da Cunha Telles oder Luís Galvão Teles entschied sich Fonseca e Costa für ein Kino, das vom Novo Cinema nur die Themen weiterführte, in Bildsprache und Aufbau aber dem breiten Publikum den Zugang erleichterte. Der stellenweise große Erfolg in den portugiesischen Kinos gab Fonseca e Costa recht, vergleichbare internationale Erfolge blieben ihm jedoch verwehrt.
Bei seiner Publikumsorientierung blieb die erzählerische und filmische Innovation im Vergleich zu international häufiger prämierten Regisseuren begrenzt. Er bot jedoch gelungene Bilder und legte bei seinen Filmen Wert auf ein gutes Drehbuch mit einem relevanten Thema. So blieb er in der Hinsicht den Idealen des Novo Cinema treu. Bei den Cineasten seines Landes erwarb er sich mit seinem Werk Respekt. So wurde er 2009 auf dem Fantasporto-Filmfestival für sein Lebenswerk, aber auch für seinen kritischen Geist geehrt.

## Filmografie

### Regie
| - 1966: E Era o Vento… e Era o Mar - 1967: A Metafísica dos Chocolates - 1967: Regresso à Terra do Sol - 1968: A Cidade - 1969: The Pearl of the Atlantic - 1970: Voar - 1972: O Recado - 1977: Os Demónios de Alcácer Quibir - 1978: Ivone a Faz Tudo (Fernsehserie) - 1980: Kilas, o Mau da Fita - 1980: Música, Moçambique! (Dokumentation) | - 1983: Ohne Schatten von Sünde (Sem Sombra de Pecado) - 1987: Ballade vom Hundestrand (Balada da Praia dos Cães) - 1988: A Mulher do Próximo - 1991: Le Blocus – Fernsehfilm der Reihe „Napoléon et l'Europe“ - 1991: Os Cornos de Cronos - 1996: Cinco Dias, Cinco Noites - 2003: O Fascínio - 2006: Viúva Rica Solteira Não Fica - 2009: Os Mistérios de Lisboa or What the Tourist Should See - 2016: Axilas |

### Schauspieler
| - 1964: Die Unmoralischen; Regie: Pierre Kast - 1981: Velhos São os Trapos; Regie: Monique Rutler - 1983: Jogo de Mão; Regie: Monique Rutler - 1985: Chuva na Areia (Fernsehserie, 85 Folgen) - 1990: Ransom (Kurzfilm); Regie: Joaquim Leitão - 1991: Napoléon et l'Europe (Fernsehsechsteiler, Folge 4 Le Blocus) - 1991: Os Cornos de Cronos (Kurzfilm, auch Regie) | - 1993: Renseignements généraux (Fernsehserie, Folge Piège) - 1994: O Assassino da Voz Meiga (Kurzfilm); Regie: Artur Ribeiro - 1996: O Judeu; Regie: Jom Tob Azulay - 1997: Ciel d'orage (Fernsehfilm); Regie: Paolo Barzman - 1999: Le portrait (Fernsehfilm); Regie: Pierre Lary - 2001: Duplo Exílio; Regie: Artur Ribeiro - 2011: Laços de Sangue (Telenovela) |